# Tim Means
Tim Means (Wilburton, 20 febbraio 1984) è un artista marziale misto statunitense.
Combatte nella divisione dei pesi welter per l'organizzazione statunitense UFC. In passato ha militato anche nelle promozioni King of the Cage, dove è stato campione dei pesi superleggeri, e Legacy FC.

## Caratteristiche tecniche
Con un discreto background nel pugilato, Means è un lottatore che predilige il combattimento in piedi.

## Carriera nelle arti marziali miste

### Ultimate Fighting Championship
L'11 luglio 2015 sale sull'ottagono per combattere il veterano Matt Brown all'evento UFC 189. Nonostante buoni sprazzi di gara nella lotta in piedi, si deve arrendere via sottomissione alla prima ripresa.

## Risultati nelle arti marziali miste
| Risultato  | Record      | Avversario         | Metodo                            | Evento                                     | Data             | Round | Tempo | Città                      | Note                                                                                                   |
| ---------- | ----------- | ------------------ | --------------------------------- | ------------------------------------------ | ---------------- | ----- | ----- | -------------------------- | --- |
| Vittoria   | 32-12-1 (1) | Nicolas Dalby      | Decisione (unanime)               | UFC Fight Night: Gane vs. Volkov           | 26 giugno 2021   | 3     | 5:00  | Las Vegas, Stati Uniti     | |
| Vittoria   | 31-12-1 (1) | Mike Perry         | Decisione (unanime)               | UFC 255: Figueiredo vs. Perez              | 21 novembre 2020 | 3     | 5:00  | Las Vegas, Stati Uniti     | Incontro catchweight (175.5 lbs). Perry mancò il taglio del peso.                                      |
| Vittoria   | 30-12-1 (1) | Laureano Staropoli | Decisione (unanime)               | UFC Fight Night: Lewis vs. Oleinik         | 8 agosto 2020    | 3     | 5:00  | Las Vegas, Stati Uniti     | Incontro catchweight (174.5 lbs). Staropoli mancò il taglio del peso.                                  |
| Sconfitta  | 29-12-1 (1) | Daniel Rodriguez   | Sottomisisone (guillotine choke)  | UFC Fight Night: Anderson vs. Błachowicz 2 | 15 febbraio 2020 | 2     | 3:37  | Rio Rancho, Stati Uniti    | |
| Vittoria   | 29-11-1 (1) | Thiago Alves       | Sottomisisone (guillotine choke)  | UFC on ESPN: Overeem vs. Rozenstruik       | 7 dicembre 2019  | 1     | 2:38  | Washington, Stati Uniti    | |
| Sconfitta  | 28-11-1 (1) | Niko Price         | KO (pugni)                        | UFC Fight Night: Lewis vs. dos Santos      | 9 marzo 2019     | 1     | 4:50  | Wichita, Stati Uniti       | |
| Vittoria   | 28-10-1 (1) | Ricky Rainey       | KO tecnico (pugni)                | The Ultimate Fighter: Heavy Hitters Finale | 30 novembre 2018 | 1     | 1:18  | Las Vegas, Stati Uniti     | |
| Sconfitta  | 27-10-1 (1) | Sérgio Moraes      | Decisione (non unanime)           | UFC Fight Night: Machida vs. Anders        | 3 febbraio 2018  | 3     | 5:00  | Belém, Brasile             | |
| Sconfitta  | 27-9-1 (1)  | Belal Muhammad     | Decisione (non unanime)           | UFC Fight Night: Werdum vs. Tybura         | 19 novembre 2017 | 3     | 5:00  | Sydney, Australia          | |
| Vittoria   | 27-8-1 (1)  | Alex Garcia        | Decisione (unanime)               | UFC Fight Night: Chiesa vs. Lee            | 25 giugno 2017   | 3     | 5:00  | Oklahoma City, Stati Uniti | |
| Sconfitta  | 26–8–1 (1)  | Alex Oliveira      | Sottomissione (rear-naked choke)  | UFC Fight Night: Belfort vs. Gastelum      | 11 marzo 2017    | 2     | 2:38  | Fortaleza, Brasile         | |
| No contest | 26–7–1 (1)  | Alex Oliveira      | No contest (ginocchiate illegali) | UFC 207                                    | 30 dicembre 2016 | 1     | 3:33  | Las Vegas, Stati Uniti     | Means scaglia due ginocchiate alla testa dell'avversario mentre questo era considerato ancora a terra. |